# Исовит
Исови́т — минерал класса карбидов, кубический карбид хрома.

## Классификация
Strunz (8-е издание) 1/A.09-35
Dana (7-е издание) 1.1.25.2

## Свойства
- Твердость (шкала Мооса) 8
- Плотность (измеренная) 6.39 gm/ccnote: Specific Gravity of Isovite = 6.87 gm/cc.
- Радиоактивность (GRapi) 0
- Сингония кубическая

## Местонахождение
Первоначальное местонахождение: в тяжёлом концентрате из золотоплатиновых россыпей Исовского района, река Ис, Средний Урал (вост. склон), Россия, в ассоциации с самородным золотом, медистым золотом, минералами ЭПГ, киноварью, хромшпинелидами.
Эталонный образец исовита хранится в Минералогическом музее им. А. Е. Ферсмана.